# Régiment de Champagne
Pour les articles homonymes, voir Champagne.
Le régiment de Champagne est un régiment français d'Ancien Régime créé en 1558 sous le nom de légion de Champagne devenu sous la Révolution le 7e régiment d'infanterie de ligne.

## Création et différentes dénominations
- 22 mars 1558 : création de la légion de Champagne
- 27 octobre 1567 : formation du régiment de Gohas à partir de 2 enseignes de Gardes et 15 de Champagne
- mai 1573 : renommé régiment de Sainte-Colombe
- 1579 : renommé régiment d’Épernon
- 1581 : renommé régiment de Montcassin
- janvier 1585 : renommé régiment de Champagne
- 1776 : dédoublé, ses 1er et 3e bataillons formant le régiment d’Austrasie
- 1791 : renommé 7e régiment d’infanterie de ligne

## Mestres de camp et colonels
- 29 mai 1569 : Jean de Biran de Gohas
- mai 1573 : Jean de Montesquiou de Sainte-Colombe
- mai 1574 : Jacques de Montesquiou de Sainte-Colombe
- 1er janvier 1579 : Jean Louis de Nogaret, duc d’Épernon
- 15 septembre 1581 : Jean Louppiat de Montcassin de Tajan de Grenet
- 1585 : Antoine Louppiat de Montcassin de Tajan des Houlières
- 1587 : Roger de Joyeuse, comte de Grandpré
- 1589 : René de La Jugie, comte de Rieux
- 1596 : Jacques de Chabot de Mirabeau, comte de Charny
- 1601 : Alexandre de La Guesle, marquis d’O
- 11 avril 1616 : Charles-François de La Baume, marquis de Montrevel, maréchal de camp le 24 avril 1621, † 31 mai 1621
- 1er juin 1621 : Ferdinand de La Baume, marquis de Montrevel, maréchal de camp le 8 juin 1643, lieutenant général le 28 mai 1654, † 20 novembre 1678
- 1er avril 1622 : Pierre de La Mothe-Arnaud, Arnaud du Fort, maréchal de camp le 6 mai 1621, † 14 septembre 1624
- 13 septembre 1624 : Jean du Caylar de Saint-Bonnet, marquis de Toiras, maréchal de camp le 13 avril 1625, maréchal de France le 13 décembre 1630, † 14 juin 1636
- novembre 1633 : Charles de Nagu, marquis de Varennes
- 15 août 1635 : Roger de Nagu, marquis de Varennes, maréchal de camp le 4 juin 1642, lieutenant général le 16 juin 1655, † 13 août 1658
- 10 mars 1644 : Pierre Bourgeois, comte d’Origny, maréchal de camp le 1er octobre 1646, † 21 novembre 1646
- 12 février 1648 : François Marie de Revel, comte de Broglio
- 29 juin 1649 : Bernardin Gigault, marquis de Bellefonds, maréchal de camp le 10 mai 1650, lieutenant général le 16 juin 1655, maréchal de France le 8 juillet 1668, † 4 décembre 1694
- 1654 : François de Castellane-Adhémar de Monteils, comte de Grignan
- 12 septembre 1656 : Louis-Gaucher de Castellane-Adhémar de Monteils, comte de Grignan, maréchal de camp le 21 juillet 1649, † 4 août 1668
- mai 1657 : François-Gilbert des Voisins, marquis d’Ambres
- 1er août 1671 : Robert-Edme-Léonard de Razès, marquis de Monismes, brigadier le 15 avril 1672, † juillet 1672
- 1673 : Charles-Maurice de Percin, marquis de Montgaillard, † 1675
- 22 septembre 1675 : Antoine Charles de Simons, comte de Bois-David, brigadier le 24 février 1676, † 1689
- 9 novembre 1678 : Antoine-Martin Colbert, chevalier, puis bailli de Colbert, brigadier le 24 août 1688, † 2 septembre 1689
- 1689 : Charles-Edouard Colbert, comte de Sceaux
- 11 juillet 1690 : Jules-Armand Colbert, marquis de Blainville, brigadier le 30 mars 1693, maréchal de camp le 29 janvier 1702, lieutenant général le 19 juin 1702, † 13 août 1704
- 5 avril 1702 : Marie Jean-Baptiste Colbert, marquis de Seignelay, brigadier le 19 juin 1708, † 26 février 1712 âgé de 29 ans
- 27 février 1712 : René-François de Froulay, chevalier de Tessé, brigadier le 1er février 1719, † 28 février 1734
- 24 septembre 1731 : Charles René Armand de La Trémoille, prince de Tarente puis duc de La Trémoille le 9 octobre 1719, né le 14 janvier 1708, brigadier le 18 octobre 1734, † 23 mai 1741
- 6 juin 1741 : Charles-Bernardin-Geoffroy Gigault, marquis de Bellefonds, brigadier le 1er janvier 1740, déclaré maréchal de camp en novembre 1744 par brevet expédié le 2 mai, † 20 janvier 1747
- 15 janvier 1745 : Charles Elisabeth de Froulay de Tessé, comte de Froulay, brigadier le 20 février 1743, déclaré maréchal de camp en novembre 1745 par brevet du 1er mai, † 11 juillet 1747
- 1er décembre 1745 : Claude-Gustave-Chrétien, marquis des Salles
- 1er février 1749 : Louis-Marie Fouquet de Belle-Isle, comte de Gisors, brigadier le 2 août 1757, † 26 juin 1758
- 3 juin 1758 : Jacques Gabriel Louis Le Clerc, marquis de Juigné
- 1er décembre 1762 : Louis Jean-Baptiste Antoine Colbert, marquis de Seignelay
- 13 avril 1780 : Jacques-Gabriel de Chapt, comte de Rastignac
- 1er janvier 1784 : François-Charles-Gabriel d’Isenghien, vicomte de Gand
- 25 juillet 1791 : Jean-Anne, comte de La Barthe-Giscaro
- 5 février 1792 : Louis-Étienne Auron Falguereitte de Rebourgueil
- 16 mai 1792 : Claude Souchon de Chamron
- 8 mars 1793 : Joseph Lamy de Boisconteau

## Historique des garnisons, combats et batailles
- 1620
  - Bataille des Ponts-de-Cé
- Rébellions huguenotes
  - 1621 :
    - Siège de Saint-Jean-d'Angély
    - Siège de Montauban

  - 1627 :
    - Bataille du Pont du Feneau
- 1641 : Siège de Perpignan (1642) puis garnison en la ville jussqu'en 1644.
- Selon l'ordonnance de Louis XIV de 1666, il roule avec le régiment de Navarre et le régiment de Piémont[1].

Par l'Ordonnance du 1er novembre 1733 revue par l'Ordonnance du 10 février 1734, la composition du régiment est la suivante :
- un colonel, un lieutenant colonel, un major, quatre aides-major, 66 capitaines, 68 lieutenants, 66 lieutenants en second
- quatre bataillons à 17 compagnies et à 685 soldats, soient 2 740 hommes dans le régiment, compris 126 sergents et 68 tambours, avec 12 drapeaux à 3 par bataillon et une prévôté.

- 1734 la Bataille de San Pietro

D'après l'Ordonnance du Roi du 8 janvier 1737, le régiment était composé de 120 officiers en pied, de 3 bataillons et de 1 530 soldats.
Lors de la réorganisation des corps d'infanterie français de 1762, le régiment conserve ses quatre bataillons.
L'ordonnance arrête également l'habillement et l'équipement du régiment comme suit :

Habit, veste, parements, revers et collet de drap blanc piqué de bleu, culotte de tricot de même couleur; doubles poches en long garnies de six boutons chacune à distance égale, quatre sur la manche, cinq au revers et quatre en dessous : les boutons jaunes, collés et mastiqués sur buis, forme plate, avec le no 2. Chapeau bordé d'or.
D'après une ordonnance de 1746, le régiment de Champagne est porté à 5 bataillons
D'après l'ordonnance du 20 décembre 1748, le régiment de Champagne est réduit à 4 bataillons : « les sergents et fusiliers des 16 compagnies à réformer seront distribués et incorporés dans les 64 compagnies de fusiliers qui seront conservées par l'ancienneté des capitaines qui les commandent, après avoir completé la compagnie de grenadiers du cinquième bataillon ».
- quatre bataillons de fusiliers à 16 compagnies de 40 hommes par compagnie

Lors de la réorganisation des corps d'infanterie français du 26 avril 1775 Champagne conserve ses 4 bataillons.
En 1779, durant la guerre d'indépendance des États-Unis, il participe au siège de Savannah. 
 
1 officier et 5 soldats de ce régiment sont morts aux États-Unis durant guerre d'indépendance des États-Unis.
Le 7e régiment d’infanterie de ligne a fait les campagnes de 1792 à 1794 à l’armée des Pyrénées-Orientales.

## Chant de marche
Auprès de ma blonde attesté lors de l'entrée du régiment au Quesnoy en 1712, sous Villars.

## Personnalités ayant servi au régiment
- Pierre Baisle (?-1758), gouverneur de la Bastille
- Jean Bonnot, lieutenant , mort à la bataille de Parme en 1734.
- Vital Joachim Chamorin (1773-1811) soldat enrôlé volontaire régiment de Champagne ;
- Gatien de Courtilz de Sandras (1644-1712) Capitaine au régiment de Champagne
- Joseph Damingue (1761-1820), soldat au régiment de Champagne (6 octobre 1784) ;
- Félicité Jean Louis de Durfort (1752-1801), colonel en second du régiment de Champagne,
- Mathieu Le Nain (1607-1677), ingénieur du Roi en second au régiment de Champagne.
- Félix Le Royer de La Sauvagère (1707-1782), capitaine au régiment de Champagne (1723-1726) ;
- Philippe Romain Ménard (1750-1810), alors simple soldat
- Bon Adrien Jeannot de Moncey (1754-1842), engagé au régiment de Champagne le 15 septembre 1769 ;
- Charles de Valori (1658-1734) lieutenant au régiment de Champagne (1674)

## Drapeaux
9 drapeaux, dont un blanc Colonel, et 8 d’Ordonnance « tous verts, & croix blanches ».

Drapeaux d’Ordonnance
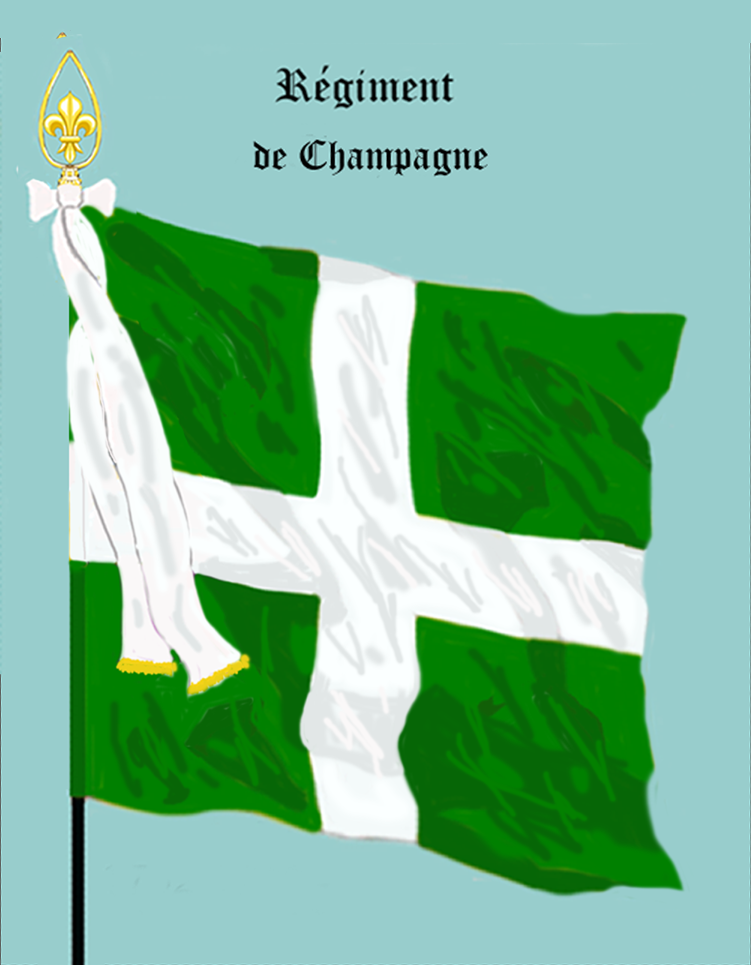
régiment de Champagne de 1585 à 1791

## Habillement

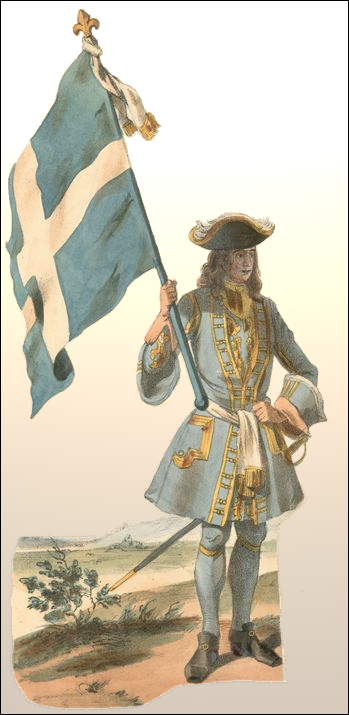
Illustration du régiment de Champagne vers 1700, Vinkhuijzen Collection of Military Costume Illustration réunie par H. J. Vinkhuijzen (1843-1910), New York Public Library.

Habit et parements blancs.

Uniformes
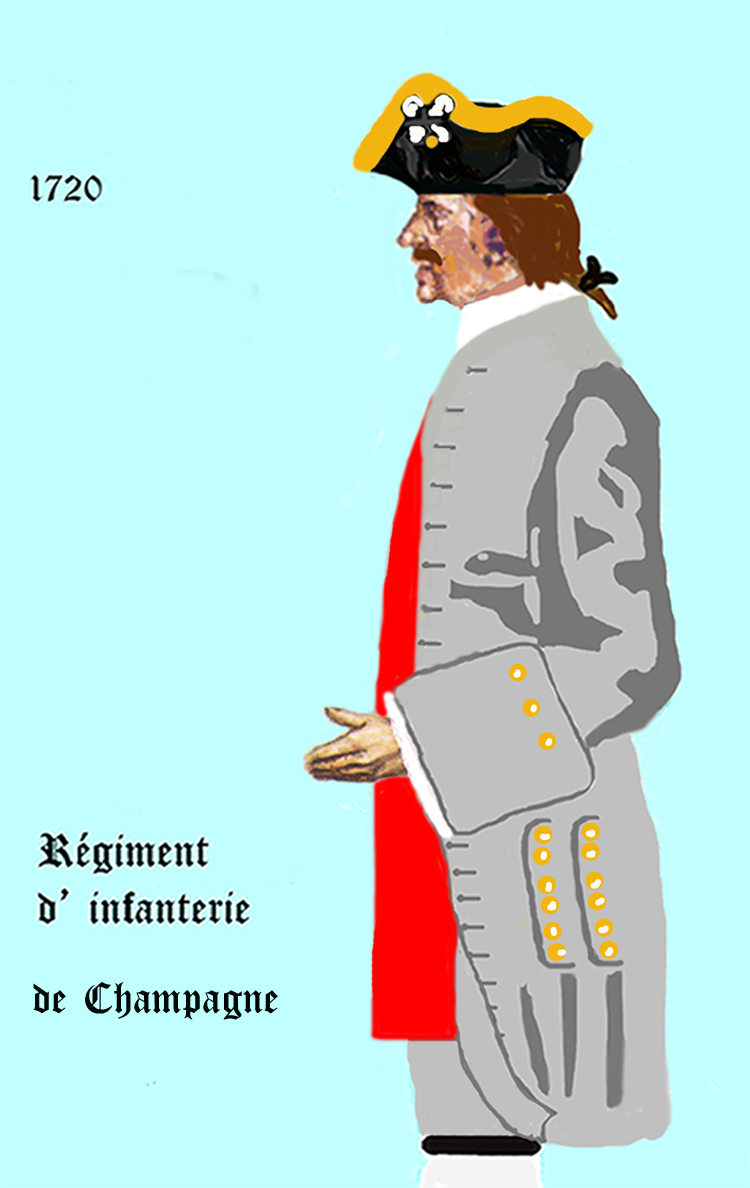
régiment de Champagne de 1720 à 1734
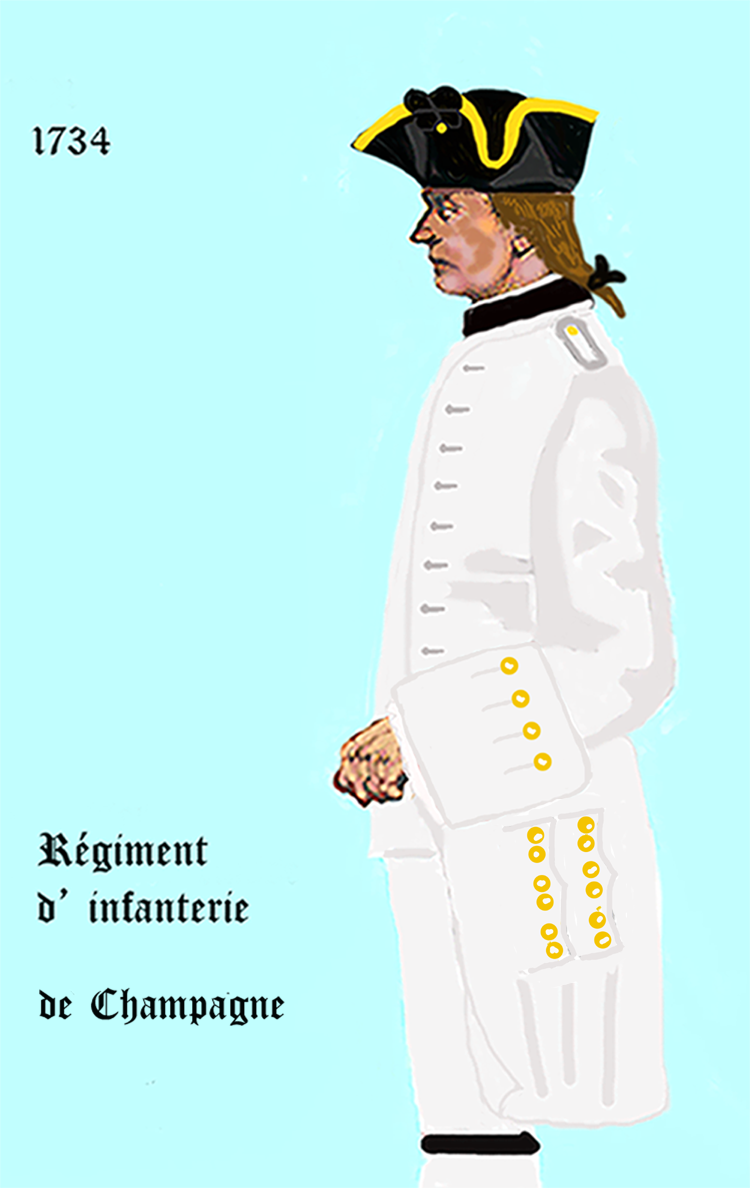
régiment de Champagne de 1734 à 1757
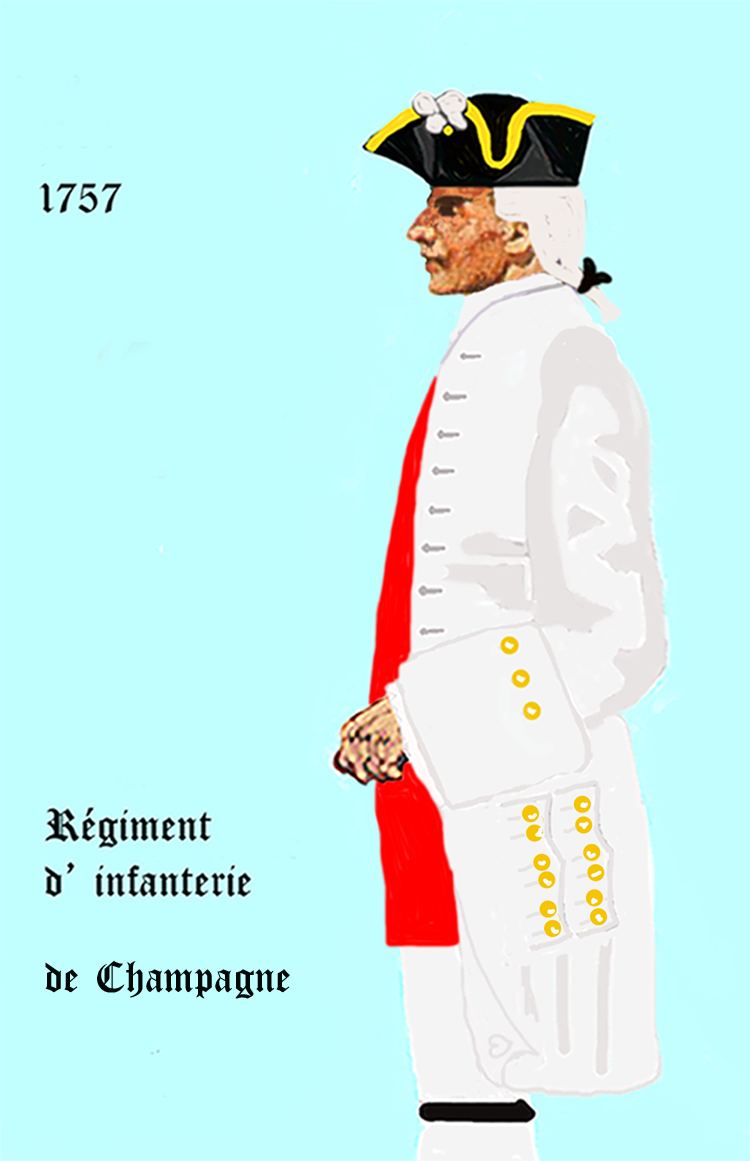
régiment de Champagne de 1757 à 1762
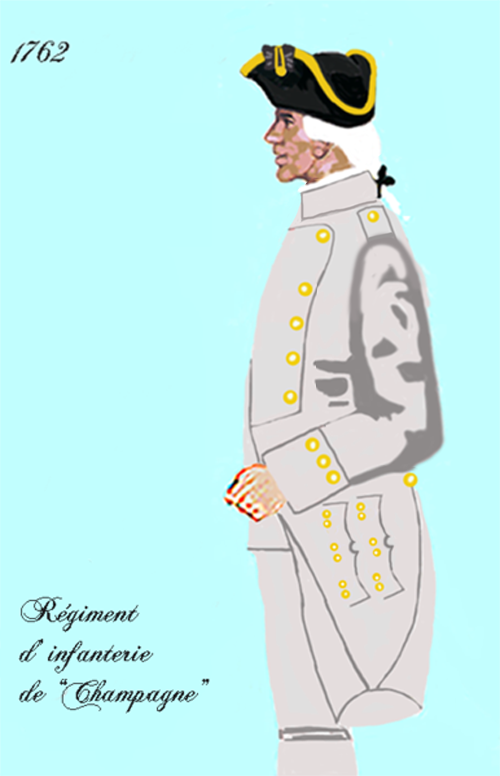
régiment de Champagne de 1762 à 1776

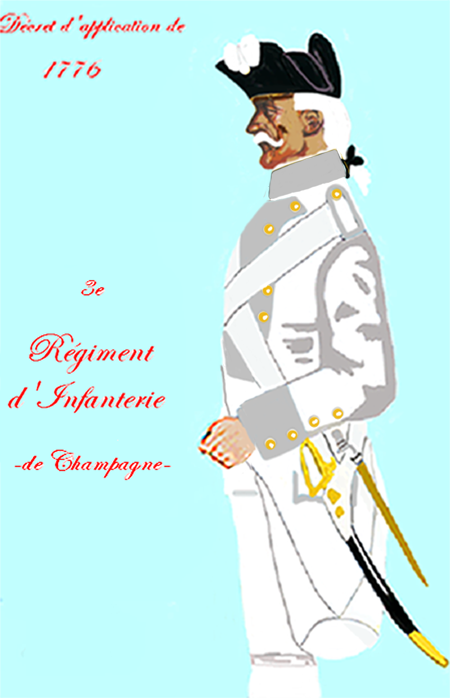
régiment de Champagne de 1776 à 1779
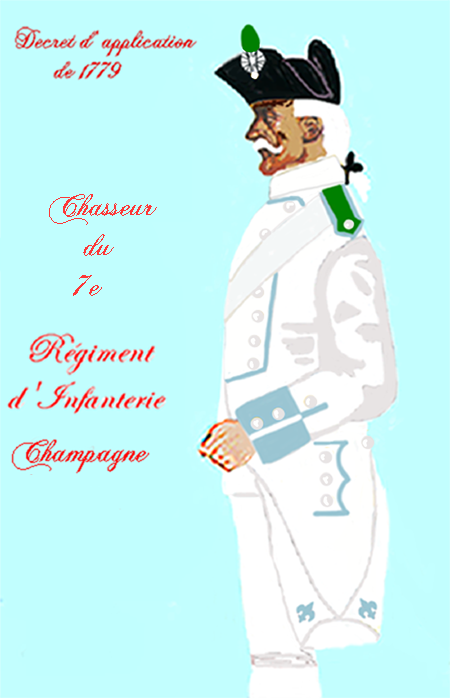
régiment de Champagne de 1779 à 1791
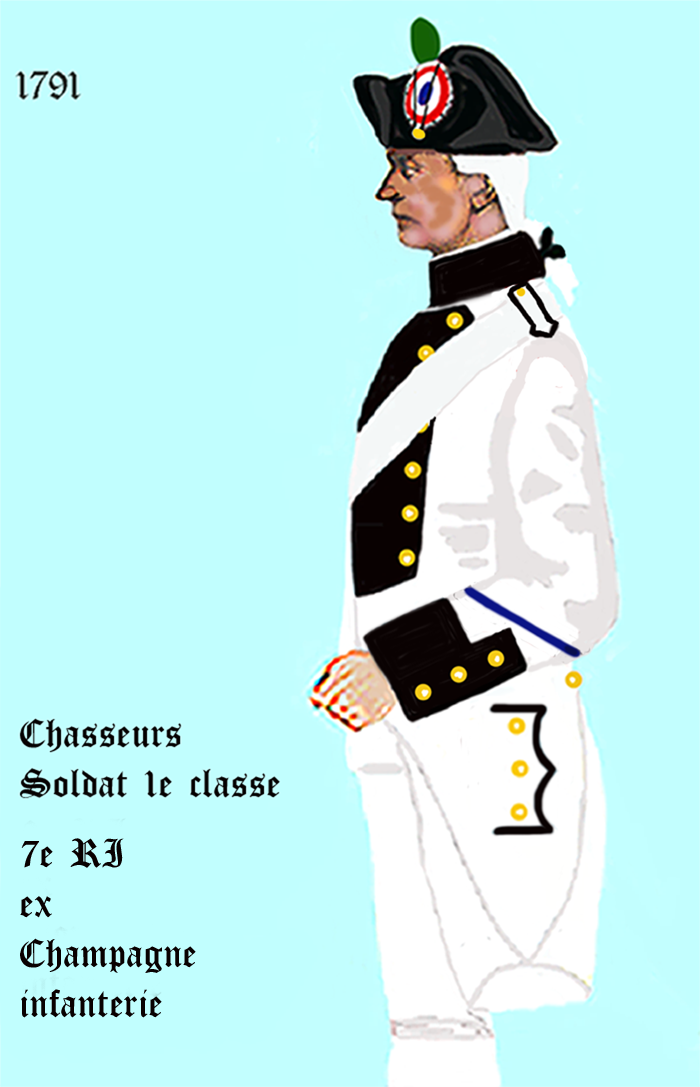
7e régiment d’infanterie de ligne de 1791 à 1792
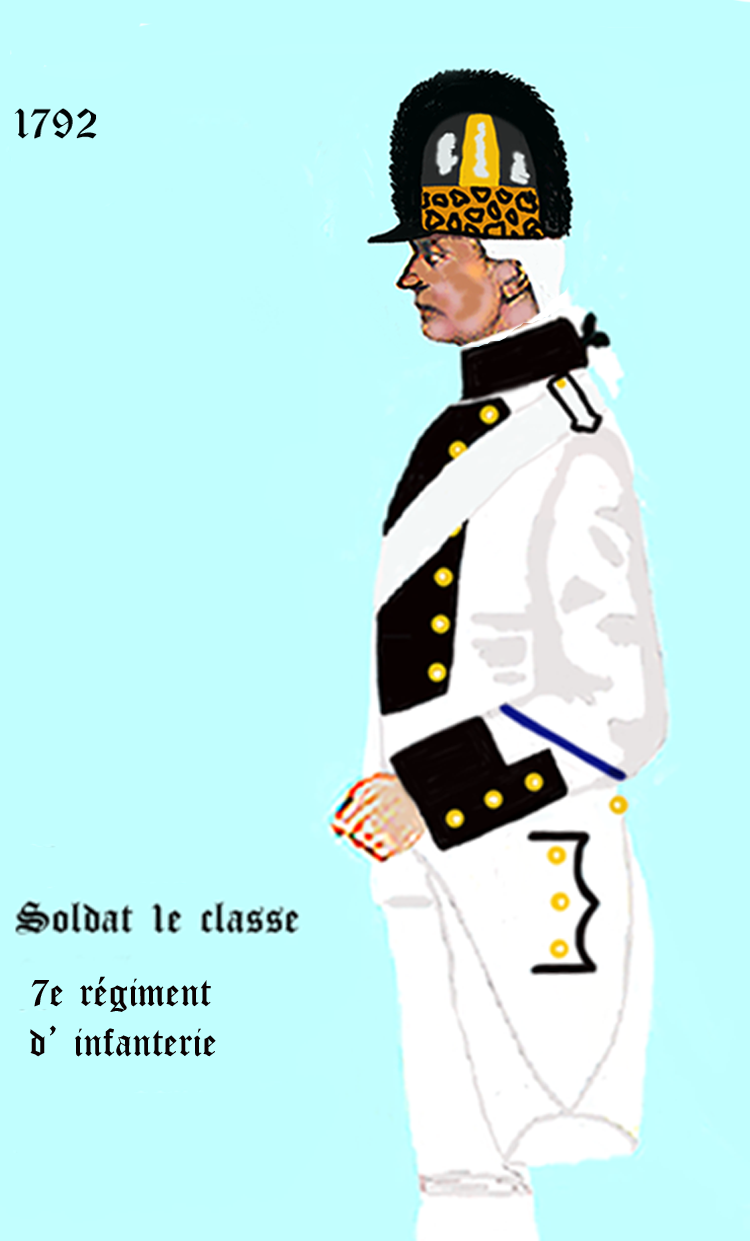
7e régiment d’infanterie de ligne de 1792 à 1794

### Sources et bibliographie
- Nicolas Gontard, Le régiment de Champagne, Troyes : imprimerie Dufour-Bouquot, extrait de l'Annuaire de l'Aube, 1868, 28 p.
- Histoire de l’infanterie en France, par le lieutenant-colonel Belhomme, tome 1, Paris, Henri Charles-Lavauzelle
- Pierre Lemau de La Jaisse, Abrégé de la carte générale du militaire de France, (Paris), 1734, 200 p. (lire en ligne).
- Lemau de la Jaisse, Cinquième abrégé de la carte générale du militaire de France, sur terre et sur mer, vol. 1, (Paris), 1738, 109 p. (lire en ligne).
- Chronologie historique-militaire, par M. Pinard, tomes 2, 4, 6, 7 et 8, Paris 1760, 1761, 1763, 1764 et 1778